# 黄焕国墓
黄焕国墓，位于中国广东省揭阳市榕城仙桥山前村“雄鸡拍翼”山，为揭阳市的一个市、县级文物保护单位，类型为古墓葬，公布时间为1996年。
黄焕国墓的历史年代为宋代。